# آرتور اف. اندروز
آرتور اف. اندروز (انگلیسی: Arthur F. Andrews; ۱ سپتامبر ۱۸۷۶ – ۲۰ مارس ۱۹۳۰) دوچرخه‌سوار اهل ایالات متحده آمریکا بود. وی در بازی‌های المپیک تابستانی ۱۹۰۴ شرکت کرده است.